# Mathias Porseland
Mathias Porseland (ur. 12 czerwca 1986 w Göteborgu) – szwedzki hokeista.
Jego ojciec Peter Gustavsson (ur. 1958) także był hokeistą.

## Kariera
- Uppland (1999-2000)
- Frölunda J18 (2002-2003)
- Frölunda J20 (2002-2006)
- Frölunda HC (2006)
- BIK Karlskoga (2006-2008)
- Rögle BK (2008-2010)
- HPK (2010-2012)
- HC Lev Praga (2012-2013)
- Admirał Władywostok (2013)
- Witiaź Podolsk (2013-2015)
- Brynäs IF (2015-2016)
- HPK (2016-2018)
- HC Litvínov (2018-2019)
- HC Pardubice (2019)
- Hanhals IF (2020)
- GKS Katowice (2020)
- HC Innsbruck (2020-)

Wychowanek klubu Hisingen HK. Od maja 2012 zawodnik HC Lev Praga. Od września 2013 zawodnik Admirała Władywostok. Od połowy grudnia 2013 zawodnik Witiazia Podolsk (w toku wymiany za Kanadyjczyka Logana Pyetta). Odszedł z klubu w kwietniu 2015. Od maja 2015 do lipca 2016 zawodnik Brynäs IF. Od listopada 2016 ponownie zawodnik HPK. W lutym 2017 przedłużył kontrakt z klubem o dwa lata. Odszedł z HPK latem 2018. W listopadzie 2018 został zawodnikiem HC Litvínov, skąd w styczniu 2019 trafił do HC Pardubice. Po sezonie 2018/2019 odszedł z klubu. W styczniu 2020 przeszedł do Hanhals IF. W tym samym miesiącu został zaangażowany przez polski klub GKS Katowice. Po sezonie 2019/2020 odszedł z tego klubu. W grudniu 2020 został graczem austriackiego HC Innsbruck na zasadzie umowy próbnej.

## Sukcesy
Klubowe
- Srebrny medal mistrzostw Szwecji: 2006 z Frölunda
- Brązowy medal mistrzostw Polski: 2020[18] z GKS Katowice

Indywidualne
- KHL (2014/2015): najlepszy obrońca tygodnia (19 października 2014)
- Liiga (2016/2017): najlepszy zawodnik miesiąca (grudzień 2016)